# Тюрбан
Тюрбан (от персийски دلبند или دولبند) е вид шал, носен традиционно от османците и състоящ се от дълго парче плат, увито около главата. Като синоним се използва думата чалма.
Платнената лента се накисва във вода, след което се увива около главата. Слоевете плат обикновено остават влажни цял ден, дори и при сухо и горещо време.
Тюрбаните са с различни форми, размери и цветове.